# Poloma (powiat Sabinov)
Poloma (węg. Polony) – wieś (obec) na Słowacji, w kraju preszowskim, w powiecie Sabinov. Pierwsza pisemna wzmianka o miejscowości pochodzi z roku 1330.